# Pistolet Walther P88
Walther P88 – 9 mm niemiecki pistolet samopowtarzalny. Opracowany w latach 80 jako następca Walthera P38 nie odniósł sukcesu komercyjnego z powodu wysokiej ceny.